# Németh Márió
Németh Márió (Sárvár, 1995. május 1. –) magyar utánpótlás-válogatott labdarúgó, a Budafok középpályása.

## Pályafutása

### Klubcsapatokban
Németh Márió 2003-ban kezdte el a labdarúgást, a répcelaki csapatban és a Lurkó UFC-ben. Tehetségére hamar felfigyelt a Haladás és akadémiájára csábította. 2012-ben, 17 évesen került a felnőtt csapathoz. 2013-ban az Eger ellen mutatkozott be az NB1-ben. A 2013-14-es szezonban rendszeresen játéklehetőséget kapott Artner Tamás vezetőedzőtől, a Debrecen ellen pedig megszerezte élete első gólját az első osztályban. A Diósgyőr ellen az utolsó pillanatban talált be, ezzel egy ponthoz segítve csapatát. 2016. október 22-én a Mezőkövesdi SE elleni bajnoki mérkőzésen keresztszalag-szakadás szenvedett. 2017. szeptember 10-én tért vissza a Fehérvár ellen a 32. percben, csereként lépett pályára, majd öt perc múlva második labdaérintéséből gólt szerzett. 2018. május 17-én 2021. június 30-ig meghosszabbította lejáró szerződését a klubbal. 2019. október 27-én a Nyíregyháza elleni másodosztályú bajnoki találkozón ismét elszakadt az elülső keresztszalagja a bal térdében. Sérülése után hét hónappal tudott újból edzésre jelentkezni. A 2020-2021-es idényt követően távozott nevelőegyesületétől, majd a másodosztályba kieső DVTK-ban folytatta pályafutását.

### A válogatottban
Tagja volt a 2014-es U19-es labdarúgó-Európa-bajnokságon és a 2015-ös U20-as labdarúgó-világbajnokságon résztvevő magyar utánpótlás-válogatottnak.